# Neogene carrerasi
Neogene carrerasi is een vlinder uit de familie van de pijlstaarten (Sphingidae). De wetenschappelijke naam van de soort werd in 1911 gepubliceerd door Eugenio Giacomelli.